# Saint-Salvy-de-la-Balme
Saint-Salvy-de-la-Balme is een gemeente in het Franse departement Tarn (regio Occitanie) en telt 569 inwoners (1999). De plaats maakt deel uit van het arrondissement Castres.

## Geografie
De oppervlakte van Saint-Salvy-de-la-Balme bedraagt 18,4 km², de bevolkingsdichtheid is 30,9 inwoners per km².
De onderstaande kaart toont de ligging van Saint-Salvy-de-la-Balme met de belangrijkste infrastructuur en aangrenzende gemeenten.

## Demografie
Onderstaande figuur toont het verloop van het inwonertal (bron: INSEE-tellingen).